# Alexis Nicolas
Alexis Peter Nicolas (* 13. Februar 1983 in Westminster) ist ein ehemaliger englisch-zyprischer Fußballspieler. Der Mittelfeldspieler absolvierte 2004 drei Partien für den englischen Erstligisten FC Chelsea, beendete aber zugunsten einer beruflichen Laufbahn seine Profikarriere in jungen Jahren.

## Karriere
Nicolas spielte im Nachwuchsbereich von Aston Villa und erhielt dort im April 2001 seinen ersten Profivertrag. Ohne ein Pflichtspiel für die Profimannschaft bestritten zu haben, wechselte er bereits im Dezember 2001 ablösefrei zum Hauptstadtklub FC Chelsea. Während der Saisonvorbereitung im Sommer 2003 in Malaysia kam er unter Trainer Claudio Ranieri überraschend zum Einsatz und debütierte schließlich am 24. Januar 2004 bei einem 1:0-Sieg gegen den FC Scarborough im FA Cup. Zwei Wochen später kam er erstmals in der Liga zum Einsatz, als er gemeinsam mit Frank Lampard und Jesper Grønkjær bei einem 1:0-Heimerfolg gegen Charlton Athletic das Mittelfeld bildete. Nicolas kam am letzten Spieltag der Saison zu einem weiteren Kurzeinsatz, spielte dann aber in den Planungen des neuen Trainers José Mourinho keine Rolle mehr und wurde bereits vor Beginn der Saison 2004/05 an Brighton & Hove Albion in die Football League Championship verliehen.
Bei Brighton zeigte Nicolas unter Trainer Mark McGhee zu Saisonbeginn überzeugende Leistungen und der Klub verpflichtete den zweikampfstarken Mittelfeldakteur im Oktober 2004 auf permanenter Basis. Seine Leistungen in dieser Saison bescherten ihm zudem Einsätze im U-21-Nationalteam Zyperns. In der folgenden Saison war er über weite Strecken Ersatzspieler und wurde auch durch eine Knieverletzung beeinträchtigt. Am Saisonende wurde sein Vertrag nicht mehr verlängert und Nicolas schloss sich im September 2006 dem Fünftligisten St Albans City an, bei dem er sich vertraglich nur wochenweise band, um gegebenenfalls möglichst schnell und problemlos ein Angebot aus der Football League anzunehmen. Im November 2006 verließ er St Albans nach sechs Ligaeinsätzen mit der Perspektive auf eine Rückkehr in den Profifußball, es kam allerdings zu keiner Verpflichtung und Nicolas beendete wenig später seine Profilaufbahn. Er arbeitet seither für eine Immobilieninvestmentgesellschaft.